# Polaroid (feuille polarisante)

La lumière est bloquée lorsque les deux filtres polarisants sont en position croisée

Un polarisant  ou filtre polarisant, communément appelé « Polaroid », est une feuille de matière  synthétique employée pour polariser la lumière. 
« Polaroid » est une marque déposée de la firme américaine Polaroid Corporation. Il existe cependant d'autres fabricants de feuilles polarisantes dans d'autres pays.

## Histoire
Le matériau d'origine, breveté en 1929 et amélioré en 1932 par Edwin H. Land, se compose de nombreux cristaux microscopiques de sulfate d'iodoquinine (herapathite) incorporés dans un film transparent de polymère de nitrocellulose. Les cristaux aciculaires (c'est-à-dire en forme d'aiguilles) sont alignés pendant la fabrication du film par étirage ou en appliquant des champs  électrique ou magnétique. Les cristaux étant alignés, la feuille est dichroïque : elle tend à absorber la lumière qui est polarisée parallèlement à la direction de l'alignement des cristaux, mais transmet la lumière qui est polarisée perpendiculairement à elle. Ceci permet à cette matière d'être employée comme polariseur de lumière.
Ce matériau, connu sous le nom de feuille J, a été remplacé par la feuille H, amélioration inventée par Land en 1938. La feuille H est un polymère de l'alcool polyvinylique (PVA) imbibée d'iode. Pendant la fabrication, les chaînes de polymère de PVA sont étirées de telle sorte qu'elles forment une rangée de molécules alignées et linéaires dans le matériau. L'iode dopante s'attache aux molécules de PVA et les rend conductrices sur la longueur des chaînes. La lumière polarisée parallèlement aux chaînes est absorbée tandis que la lumière polarisée perpendiculairement est transmise.
Les feuilles Polaroid sont utilisées dans des écrans à cristaux liquides, des microscopes optiques, des lunettes stéréoscopiques, et même, avec une orientation différente des filtres, des lunettes de soleil qui ont la propriété de barrer la lumière venant du haut, tout comme les reflets venant du bas, par exemple de routes goudronnées ou de plans d'eau.
La marque Polaroid est aussi utilisée comme appellation commerciale pour une variété de produits vendus par Polaroid Corporation, dont des lunettes de soleil basées sur les polariseurs Polaroid, mais surtout des  films et appareils photographiques à développement instantané.